# Estados Unidos en los Juegos Paralímpicos de Río de Janeiro 2016
Estados Unidos estuvo representado en los Juegos Paralímpicos de Río de Janeiro 2016 por un total de 278 deportistas, 154 hombres y 124 mujeres.

## Medallistas
El equipo paralímpico estadounidense obtuvo las siguientes medallas:
| Nombre | Deporte                       | Evento                                           |
| --- | ----------------------------- | ------------------------------------------------ |
| Oro |                               |                                                  |
| Tatyana McFadden | Atletismo                     | 400 m T54 femenino                               |
| Tatyana McFadden | Atletismo                     | 800 m T54 femenino                               |
| Tatyana McFadden | Atletismo                     | 1500 m T54 femenino                              |
| Tatyana McFadden | Atletismo                     | 5000 m T54 femenino                              |
| Deja Young | Atletismo                     | 100 m T47 femenino                               |
| Deja Young | Atletismo                     | 200 m T47 femenino                               |
| Breanna Clark | Atletismo                     | 400 m T20 femenino                               |
| Rachael Morrison | Atletismo                     | Disco F52 femenino                               |
| Raymond Martin | Atletismo                     | 400 m T52 masculino                              |
| Raymond Martin | Atletismo                     | 1500 m T52 masculino                             |
| Roderick Townsend | Atletismo                     | Salto de altura T47 masculino                    |
| Roderick Townsend | Atletismo                     | Salto de longitud T47 masculino                  |
| David Brown | Atletismo                     | 100 m T11 masculino                              |
| Gianfranco Iannotta | Atletismo                     | 100 m T52 masculino                              |
| Michael Brannigan | Atletismo                     | 1500 m T20 masculino                             |
| David Blair | Atletismo                     | Disco F44 masculino                              |
| Abigail Dunkin Megan Blunk Vanessa Erskine Gail Gaeng Rose Hollermann Darlene Hunter Desiree Miller Becca Murray Jennifer Poist Natalie Schneider Christina Schwab Mackenzie Soldan | Baloncesto en silla de ruedas | Torneo femenino                                  |
| Jared Arambula Brian Bell Aaron Gouge John Gilbert Nate Hinze Trevon Jenifer Ian Lynch Mike Paye Matt Scott Steven Serio Joshua Turek Jake Williams                                 | Baloncesto en silla de ruedas | Torneo masculino                                 |
| Shawn Morelli | Ciclismo en pista             | Persecución individual C4 femenino               |
| Shawn Morelli | Ciclismo en ruta              | Contrarreloj C4 femenino                         |
| Jamie Whitmore | Ciclismo en ruta              | Ruta C1-3 femenino                               |
| Will Groulx | Ciclismo en ruta              | Ruta H2 masculino                                |
| McKenzie Coan | Natación                      | 50 m libre S7 femenino                           |
| McKenzie Coan | Natación                      | 100 m libre S7 femenino                          |
| McKenzie Coan | Natación                      | 400 m libre S7 femenino                          |
| Rebecca Meyers | Natación                      | 100 m mariposa S13 femenino                      |
| Rebecca Meyers | Natación                      | 200 m estilos SM13 femenino                      |
| Rebecca Meyers | Natación                      | 400 m libre S13 femenino                         |
| Michelle Konkoly | Natación                      | 50 m libre S9 femenino                           |
| Michelle Konkoly | Natación                      | 100 m libre S9 femenino                          |
| Elizabeth Marks | Natación                      | 100 m braza SB7 femenino                         |
| Jessica Long | Natación                      | 200 m estilos SM8 femenino                       |
| Bradley Snyder | Natación                      | 50 m libre S11 masculino                         |
| Bradley Snyder | Natación                      | 100 m libre S11 masculino                        |
| Bradley Snyder | Natación                      | 400 m libre S11 masculino                        |
| Roy Perkins | Natación                      | 50 m mariposa S5 masculino                       |
| Andre Shelby | Tiro con arco                 | Compuesto individual clase abierta masculino     |
| Allysa Seely | Triatlón                      | PT2 femenino                                     |
| Grace Norman | Triatlón                      | PT4 femenino                                     |
| Monique Burkland Heather Erickson Katie Holloway Kaleo Kanahele Nichole Millage Kari Miller Lora Webster Tia Edwards Nicky Nieves Michelle Schiffler Alexis Shifflett Bethany Zummo | Voleibol sentado              | Torneo femenino                                  |
| Plata |                               |                                                  |
| Alexa Halko | Atletismo                     | 400 m T34 femenino                               |
| Alexa Halko | Atletismo                     | 800 m T54 femenino                               |
| Chelsea McClammer | Atletismo                     | 400 m T53 femenino                               |
| Chelsea McClammer | Atletismo                     | 5000 m T54 femenino                              |
| Kerry Morgan | Atletismo                     | 100 m T52 femenino                               |
| Tatyana McFadden | Atletismo                     | 100 m T54 femenino                               |
| Cheri Madsen | Atletismo                     | 400 m T54 femenino                               |
| Amanda McGrory | Atletismo                     | 1500 m T54 femenino                              |
| Tatyana McFadden | Atletismo                     | Maratón T54 femenino                             |
| Cassie Mitchell | Atletismo                     | Disco F52 femenino                               |
| Raymond Martin | Atletismo                     | 100 m T52 masculino                              |
| Hunter Woodhall | Atletismo                     | 200 m T44 masculino                              |
| Scot Severn | Atletismo                     | Peso F53 masculino                               |
| Sam Grewe | Atletismo                     | Salto de altura T42 masculino                    |
| Lex Gillette | Atletismo                     | Salto de longitud T11 masculino                  |
| Jamie Whitmore | Ciclismo en pista             | Persecución individual C1-3 femenino             |
| Joseph Berenyi | Ciclismo en pista             | Persecución individual C3 masculino              |
| Jill Walsh | Ciclismo en ruta              | Ruta T1-2 femenino                               |
| Jill Walsh | Ciclismo en ruta              | Contrarreloj T1-2 femenino                       |
| Megan Fisher | Ciclismo en ruta              | Contrarreloj C4 femenino                         |
| Alicia Dana | Ciclismo en ruta              | Contrarreloj H1-3 femenino                       |
| Will Groulx | Ciclismo en ruta              | Contrarreloj H2 masculino                        |
| Ryan Boyle | Ciclismo en ruta              | Contrarreloj T1-2 masculino                      |
| Will Groulx Oz Sanchez William Lachenauer | Ciclismo en ruta              | Relevo por equipos H2-5 mixto                    |
| Joseph Hamilton Andy Jenks John Kusku Tyler Merren Matt Simpson Daryl Walker | Golbol                        | Torneo masculino                                 |
| Cortney Jordan | Natación                      | 50 m mariposa S7 femenino                        |
| Cortney Jordan | Natación                      | 100 m libre S7 femenino                          |
| Cortney Jordan | Natación                      | 400 m libre S7 femenino                          |
| Jessica Long | Natación                      | 100 m braza SB7 femenino                         |
| Jessica Long | Natación                      | 400 m libre S8 femenino                          |
| Sophia Elizabeth Herzog | Natación                      | 100 m braza SB6 femenino                         |
| Rebecca Meyers | Natación                      | 100 m libre S13 femenino                         |
| Jessica Long McKenzie Coan Elizabeth Smith Michelle Konkoly | Natación                      | 4 × 100 m libre (34 ptos.) femenino              |
| Tharon Drake | Natación                      | 100 m braza SB11 masculino                       |
| Tharon Drake | Natación                      | 400 m libre S11 masculino                        |
| Roy Perkins | Natación                      | 100 m libre S5 masculino                         |
| Roy Perkins | Natación                      | 200 m libre S5 masculino                         |
| Bradley Snyder | Natación                      | 100 m espalda S11 masculino                      |
| Rudy Garcia-Tolson | Natación                      | 200 m estilos SM7 masculino                      |
| Dorian Weber Zachary Burns Danielle Hansen Jennifer Sichel Jaclyn Smith | Remo                          | Cuatro con timonel LTAMix4+ mixto                |
| Charles Aoki Chad Cohn Seth McBride Jason Regier Adam Scaturro Josh Brewer Jeff Butler Lee Fredette Chuck Melton Eric Newby Kory Puderbaugh Josh Wheeler                            | Rugby en silla de ruedas      | Torneo mixto                                     |
| Nick Taylor David Wagner | Tenis en silla de ruedas      | Quad dobles mixto                                |
| Hailey Danisewicz | Triatlón                      | PT2 femenino                                     |
| Alphonsus Doerr Hugh Freund Bradley Kendell | Vela                          | Sonar de tres personas mixto                     |
| Bronce |                               |                                                  |
| Amanda McGrory | Atletismo                     | 5000 m T54 femenino                              |
| Amanda McGrory | Atletismo                     | Maratón T54 femenino                             |
| Kym Crosby | Atletismo                     | 100 m T13 femenino                               |
| Alexa Halko | Atletismo                     | 100 m T34 femenino                               |
| Grace Norman | Atletismo                     | 400 m T44 femenino                               |
| Kerry Morgan | Atletismo                     | 400 m T52 femenino                               |
| Shirley Reilly | Atletismo                     | 800 m T53 femenino                               |
| Chelsea McClammer | Atletismo                     | 1500 m T54 femenino                              |
| Cassie Mitchell | Atletismo                     | Maza F51 femenino                                |
| Hunter Woodhall | Atletismo                     | 400 m T44 masculino                              |
| Gianfranco Iannotta | Atletismo                     | 400 m T52 masculino                              |
| Megan Fisher | Ciclismo en pista             | Persecución individual C4 femenino               |
| Samantha Bosco | Ciclismo en pista             | Persecución individual C5 femenino               |
| Samantha Bosco | Ciclismo en ruta              | Contrarreloj C5 femenino                         |
| Brian Sheridan | Ciclismo en ruta              | Contrarreloj H2 masculino                        |
| Oz Sanchez | Ciclismo en ruta              | Contrarreloj H5 masculino                        |
| Jen Armbruster Lisa Banta Amanda Dennis Marybai Huking Eliana Mason Asya Miller | Golbol                        | Torneo femenino                                  |
| Jessica Long | Natación                      | 100 m espalda S8 femenino                        |
| Jessica Long | Natación                      | 100 m mariposa S8 femenino                       |
| Colleen Young | Natación                      | 100 m braza SB13 femenino                        |
| Hannah Aspden | Natación                      | 100 m espalda S9 femenino                        |
| Cortney Jordan | Natación                      | 200 m estilos SM7 femenino                       |
| Elizabeth Smith Hannah Aspden Michelle Konkoly Elizabeth Marks | Natación                      | 4 × 100 m estilos (34 ptos.) femenino            |
| Robert Griswold | Natación                      | 100 m espalda S8 masculino                       |
| Tucker Dupree | Natación                      | 100 m espalda S12 masculino                      |
| Roy Perkins | Natación                      | 50 m libre S5 masculino                          |
| David Wagner | Tenis en silla de ruedas      | Quad individual mixto                            |
| McKenna Dahl | Tiro                          | Rifle de aire en posición tendida 10 m SH2 mixto |
| Melissa Stockwell | Triatlón                      | PT2 femenino                                     |
| Christella Garcia | Yudo                          | +70 kg femenino                                  |
| Dartanyon Crockett | Yudo                          | –90 kg masculino                                 |